# Vozokany (Trnava)
Vozokany (em húngaro: Pozsonyvezekény) é um município da Eslováquia, situado no distrito de Galanta, na região de Trnava. Tem 12,89 km² de área e sua população em 2018 foi estimada em 1.178 habitantes.

## Demografia
| Ano:        | 1994 | 2004   | 2014   | 2024   |
| ----------- | ---- | ------ | ------ | ------ |
| Broj ljudi: | 1107 | 1103   | 1186   | 1089   |
| Razlika:    |      | -0,36% | +7,52% | -8,17% |

| Ano:               | 2023 | 2024   |
| ------------------ | ---- | ------ |
| Número de pessoas: | 1092 | 1089   |
| Diferença:         |      | -0,27% |